# 遊撃隊行進曲
遊撃隊行進曲（ゆうげきたいこうしんきょく、朝鮮語: 유격대 행진곡）は、朝鮮民主主義人民共和国（北朝鮮）の行進曲・軍歌。

## 来歴
1909年に神長瞭月が作詞・作曲し、明治末期の日本で流行した『ハイカラ節』を流用・編曲したものとされる。詳しい経緯は不明ながら、1930年代に金日成率いる抗日パルチザン組織で歌われていたものが戦後の北朝鮮で広まったとされる。朝鮮人民軍による閲兵式でしばしば行進曲として演奏されるほか、日本国内の朝鮮学校における運動会などの行進にも用いられる事がある。また、かつては乱数放送にも使用されていた。
一方、韓国でも『ハイカラ節』を原曲とした軍歌『勇進歌』（용진가）が知られている。これは抗日パルチザンの設立に先立つ1910年代に満州で活動した独立軍によって歌われた独立軍歌の1つである。光復後は長らく忘れ去られていたが、元韓国光復軍第三支隊隊員の朴魯壹が設立した独立軍歌保存会によって復興運動がなされ、同団体の主催で1975年に発売されたLPレコード「独立軍歌コレクション第1集」（독립군가 음반 제1집）B面の音源、また1988年8月に韓国レコード産業協会より発売された「独立軍歌コレクション集」（독립군가모음집）でのピョルセの吹き込んだ音源が知られる。2000年の第1回南北首脳会談では北朝鮮側の軍楽隊によって『遊撃隊行進曲』が演奏されたが、韓国側では『勇進歌』の歴史や内容を踏まえ、これを「日本による統治からの独立闘争」という南北共有の歴史を象徴した選曲だったと解釈する報道もあった。